# Tetraloniella crenulaticornis
Tetraloniella crenulaticornis är en biart som först beskrevs av Cockerell 1898.  Tetraloniella crenulaticornis ingår i släktet Tetraloniella och familjen långtungebin. Inga underarter finns listade i Catalogue of Life.